# 小川宗直
小川 宗直（おがわ むねなお、1962年5月23日 - ）は、愛知県瀬戸市出身の元プロ野球選手（投手）。

## 来歴・人物
享栄高では、エースとして1980年夏の甲子園県予選決勝に進むが大府高に完封負け。名古屋商科大に進学し、愛知大学野球リーグでは在学中2回優勝。リーグ通算48試合に登板し9勝13敗を記録した。
大学卒業後は社会人野球の大仙を経て、1986年のプロ野球ドラフト会議で西武ライオンズから3位指名を受け入団。横手投げで、スライダー、カーブ、速球が売りの即戦力投手として評価されていた。
1年目に開幕一軍入りを果たし、中継ぎ・ワンポイントで好投を見せ、その実績を買われ5月には先発を任されるが戦力とはならず二軍降格となる。その後も制球難から一軍に定着できず、1989年11月広橋公寿と共に宮下昌己・大宮龍男との交換トレードで中日ドラゴンズに移籍。
しかし中日での登板は僅か1試合に留まり、1990年11月岡田耕司との交換トレードで近鉄バファローズに移籍。近鉄では二軍でも戦力になれず、一軍出場のないまま1991年オフに退団。
1992年は中華職業棒球大聯盟の味全ドラゴンズに入団するも、シーズン途中で解雇され、その年限りで現役引退。
引退後は、2004年より社会人野球の名古屋お茶の水医専学院・名古屋ウェルネススポーツカレッジのコーチを務めていた。2007年より、社会人野球のNAGOYA23の監督に就任するが、川又米利総監督が正式に監督になったため助監督に降格。なお、NAGOYA23は川又の退団後に湊川誠隆が監督を引き継ぎ、チーム名をマッシモンテベースボールクラブに変更した。その後、マッシモンテベースボールクラブは2014年6月4日付けで、活動を休止することになった。
現在は、母校・享栄高校野球部投手コーチ。中日ドラゴンズジュニアチームのコーチも務めている。

## 詳細情報

### 年度別投手成績
| 年 度     | 球 団     | 登 板 | 先 発 | 完 投 | 完 封 | 無 四 球 | 勝 利 | 敗 戦 | セ 丨 ブ | ホ 丨 ル ド | 勝 率 | 打 者 | 投 球 回 | 被 安 打 | 被 本 塁 打 | 与 四 球 | 敬 遠 | 与 死 球 | 奪 三 振 | 暴 投 | ボ 丨 ク | 失 点 | 自 責 点 | 防 御 率 | W H I P |
| --------- | --------- | ----- | ----- | ----- | ----- | -------- | ----- | ----- | -------- | ----------- | ----- | ----- | -------- | -------- | ----------- | -------- | ----- | -------- | -------- | ----- | -------- | ----- | -------- | -------- | ------- |
| 1987      | 西武      | 6     | 1     | 0     | 0     | 0        | 0     | 1     | 0        | --          | .000  | 33    | 7.1      | 9        | 0           | 3        | 0     | 0        | 8        | 0     | 0        | 4     | 4        | 4.91     | 1.64    |
| 1988      | 西武      | 8     | 1     | 0     | 0     | 0        | 0     | 0     | 0        | --          | ----  | 37    | 7.1      | 9        | 1           | 7        | 1     | 0        | 5        | 0     | 0        | 3     | 3        | 3.68     | 2.18    |
| 1989      | 西武      | 7     | 0     | 0     | 0     | 0        | 0     | 0     | 0        | --          | ----  | 26    | 6.1      | 4        | 2           | 3        | 0     | 0        | 3        | 0     | 0        | 2     | 2        | 2.84     | 1.11    |
| 1990      | 中日      | 1     | 0     | 0     | 0     | 0        | 0     | 0     | 0        | --          | ----  | 8     | 2        | 2        | 1           | 1        | 0     | 0        | 1        | 0     | 0        | 2     | 2        | 9.00     | 1.50    |
| 1992      | 味全      | 6     | 1     | 0     | 0     | 0        | 0     | 1     | 0        | --          | .000  | 41    | 9.2      | 13       | 0           | 3        | 0     | 0        | 1        | 0     | 0        | 6     | 6        | 5.59     | 1.66    |
| NPB：4年  | NPB：4年  | 22    | 2     | 0     | 0     | 0        | 0     | 1     | 0        | --          | .000  | 104   | 23       | 24       | 4           | 14       | 1     | 0        | 17       | 0     | 0        | 11    | 11       | 4.30     | 1.65    |
| CPBL：1年 | CPBL：1年 | 6     | 1     | 0     | 0     | 0        | 0     | 1     | 0        | --          | .000  | 41    | 9.2      | 13       | 0           | 3        | 0     | 0        | 1        | 0     | 0        | 6     | 6        | 5.59     | 1.66    |

### 記録
NPB
- 初登板：1987年4月10日、対日本ハムファイターズ1回戦（西武ライオンズ球場）、8回表より3番手で救援登板・完了、2回無失点
- 初先発登板：1987年5月7日、対日本ハムファイターズ6回戦（後楽園球場）、1回2/3を失点で敗戦投手

### 背番号
- 34 （1987年 - 1989年、1992年）
- 28 （1990年）
- 99 （1991年）